# Stenomacra cliens
Stenomacra cliens är en insektsart som först beskrevs av Carl Stål 1862.  Stenomacra cliens ingår i släktet Stenomacra och familjen Largidae. Inga underarter finns listade i Catalogue of Life.